# Dalima vulpinaria
Dalima vulpinaria là một loài bướm đêm trong họ Geometridae.